# コンビニカレシ
『コンビニカレシ』（KONBINI KARESHI）は、ローソンとGzブレイン（旧カドカワ）による日本のメディアミックス作品。原案・シリーズ構成・脚本は月花、キャラクターデザイン・イラストは先崎真琴が担当。エンターブレインムック（カドカワ）より2015年4月からドラマCD付きムックとして発売されている。テレビアニメは2017年7月より9月までTBS、BS-TBS他にて放送された。

## 登場人物

### 主人公
三島春来（みしま はるき）
声 - 寺島拓篤、稲瀬葵（小学生）
ドラマCD付きムックでは「START UP!!」「三島春来と本田塔羽の場合」に登場。水泳部に所属している。
アニメ主要キャラの一人。
本田塔羽（ほんだ とわ）
声 - 鈴村健一
ドラマCD付きムックでは「START UP!!」「三島春来と本田塔羽の場合」に登場。サッカー部に所属している。
アニメ主要キャラの一人。
中島帝（なかじま みかど）
声 - 立花慎之介
ドラマCD付きムックでは「START UP!!」「中島帝と櫻小路正宗の場合」に登場。
佐名木凪瑳（さなぎ なさ）
声 - 梶裕貴
ドラマCD付きムックでは「START UP!!」「明日海夏と佐名木凪瑳の場合」に登場。
明日海夏（あすみ なつ）
声 - 神谷浩史
ドラマCD付きムックでは「START UP!!」「明日海夏と佐名木凪瑳の場合」に登場。
櫻小路正宗（さくらこうじ まさむね）
声 - 櫻井孝宏
ドラマCD付きムックでは「START UP!!」「中島帝と櫻小路正宗の場合」に登場。

### ヒロイン
真四季みはる（ましき みはる）
声 - 神田沙也加、田村奈央（園児時代）
三島春来が恋する女の子。ドラマCD付きムックでは「三島春来と本田塔羽の場合」に登場。
本好きでおとなしいが、夢見がちなところがある女の子。三島、本田と同じ中学出身。
アニメ主要キャラの一人。
三橋真珠（みはし まみ）
声 - 釘宮理恵
本田塔羽が恋する女の子。ドラマCD付きムックでは「三島春来と本田塔羽の場合」に登場。三つ編みの眼鏡をかけた美少女。
本田と同じクラスでクラス委員。
アニメ主要キャラの一人。
木崎和架（きさき わか）
声 - 田村ゆかり
中島帝が恋する女の子。ドラマCD付きムックでは「中島帝と櫻小路正宗の場合」に登場。
糸川希未（いとかわ のぞみ）
声 - 小清水亜美
佐名木凪瑳が恋する女の子。ドラマCD付きムックでは「明日海夏と佐名木凪瑳の場合」に登場。
弥後環 九（みのわ ここの）
声 - 沢城みゆき
明日海夏が恋する女の子。ドラマCD付きムックでは「明日海夏と佐名木凪瑳の場合」に登場。
飛鳥井愛姫（あすかい あき）
声 - 堀江由衣
櫻小路正宗が恋する女の子。ドラマCD付きムックでは「中島帝と櫻小路正宗の場合」に登場。小柄でかわいらしい女の子。

### コンビニ店員
坂本真（さかもと まこと）
声 - 武内駿輔
ドラマCD付きムックでは「三島春来と本田塔羽の場合」「中島帝と櫻小路正宗の場合」「明日海夏と佐名木凪瑳の場合」に登場。
美木圭一（みき けいいち）
声 - 西山宏太朗
ドラマCD付きムックでは「中島帝と櫻小路正宗の場合」に登場。

### その他
真四季凛（ましき りん）
声　- 園崎未恵
真四季みそら（ましき みそら）
声　- 木野日菜
本田由香里（ほんだ ゆかり）
声　- 久川綾
三島秋良（みしま あきら）
声 - 永井真里子

## 既刊一覧
- ドラマCD付きムック
  - 『コンビニカレシ START UP!!』、2015年4月2日発売[1]、ISBN 978-4-04-730459-8
  - 『コンビニカレシ 三島春来と本田塔羽の場合』、2015年10月20日発売[2]、ISBN 978-4-04-733059-7
  - 『コンビニカレシ 中島帝と櫻小路正宗の場合』、2015年12月18日発売[3]、ISBN 978-4-04-733060-3
  - 『コンビニカレシ 明日海夏と佐名木凪瑳の場合』、2016年2月26日発売[4]、ISBN 978-4-04-733061-0

## テレビアニメ
2017年7月より9月までTBS、BS-TBSほかにて放送された。CDドラマの主人公群から主に三島春来、真四季みはる、本田塔羽、三橋真珠の4人がメインとなっている。

### スタッフ
- 原作 - コンビニカレシ
- キャラクター原案 - 先崎真琴
- 監督 - 伊達勇登
- シリーズ構成 - ハラダサヤカ
- キャラクターデザイン - 石川智美
- プロップデザイン - 久我嘉輝
- 美術監督 - 岡崎えりか
- 美術設定 - 藤井祐太
- 色彩設計 - 阿部みゆき
- 撮影監督 - 安西良行
- 編集 - 佐々木紘美
- 音響監督 - えびなやすのり（第2話 - ）
- 音楽 - 大間々昂、田渕夏海、中村巴奈重
- 劇伴制作 - 日音
- プロデューサー - 高山昌子、佐藤康男、田中豪、菊地優、沼田浩幸、鍋岩晶子、吉尾宗太、高見正人、清水修、藁科知之、平賀忠和、齋藤sunnyしゅん
- アニメーションプロデューサー - 小澤一由
- アニメーション制作 - studioぴえろ
- 制作協力 - studioぴえろ+
- 製作協力 - Gzブレイン、ココロフリー、電通、バップ、ぴえろ、ビーイング、キャラアニ、CAJ/MSV、図書印刷
- 製作 - コンビニカレシ製作委員会、TBS

### 主題歌
オープニングテーマ「Stand Up Now」
作詞 - Mizki、陽介 / 作曲 - 小田桐ゆうき / 編曲 - 中谷信行、小田桐ゆうき / 歌 - Cellchrome
エンディングテーマ「マイルストーン」
作詞・作曲 - 坂口亮 / 編曲・歌 - ORANGE POST REASON

### 各話リスト
| 話数   | サブタイトル | 脚本         | 絵コンテ | 演出         | 作画監督                                                                                         | 総作画監督                                     |
| ------ | ------------ | ------------ | -------- | ------------ | ------------------------------------------------------------------------------------------------ | ---------------------------------------------- |
| 第1話  | 卯月         | ハラダサヤカ | 伊達勇登 | 伊達勇登     | Jang Young Sun 熊田明子 加藤久美子                                                               | 石川智美                                       |
| 第2話  | 皐月         | ハラダサヤカ | 藤井俊郎 | 藤井俊郎     | 有泉洋子 熊田明子 小林明美 Park Mi Hyoun                                                         | 加藤久美子 熊田明子                            |
| 第3話  | 水無月       | ハラダサヤカ | 石井久志 | 清水明       | 永井泰平 Lee Sang Jin                                                                            | 高橋敦子                                       |
| 第4話  | 文月         | 宮田由佳     | 今千秋   | 石井和彦     | 辻初樹 服部益実 輿石暁 飯飼一幸 関口雅浩 武内啓 上野卓也 熊田明子 加藤久美子 りんしん 大藤玲一郎 | 熊田明子 加藤久美子 小林明美 有泉洋子 高橋敦子 |
| 第5話  | 葉月         | ハラダサヤカ | 石井久志 | 村山靖       | 山本径子 Lee Sang Jin Shin Hyung Sik                                                             | 高橋敦子 熊田明子 加藤久美子                   |
| 第6話  | 長月         | 楠田トリイ   | 小寺勝之 | 川西泰二     | Park Myoug Hun Chang Young Sun                                                                   | 工藤裕加                                       |
| 第7話  | 神無月       | ハラダサヤカ | 伊達勇登 | 飯村正之     | 山本径子 Lee Sang Jin Park Ga Young Yoo Seung Hee                                                | 高橋敦子 熊田明子 加藤久美子                   |
| 第8話  | 霜月         | 宮田由佳     | 今千秋   | 有馬是麿     | なかじまちゅうじ 羽野広範 Shin Hey Ran Kim Yoo Mi Chang Bum Chul                                 | 工藤裕加 熊田明子 加藤久美子                   |
| 第9話  | 師走         | ハラダサヤカ | 小寺勝之 | 北川正人     | 桜井木の実 南伸一郎 木村菜月                                                                     | 浦山やよい 駒田千明                            |
| 第10話 | 睦月         | 小鹿りえ     | 高田淳   | うえだしげる | 船道愛子 Park Mi Hyoun Seo Jin Won Kim Kyoung Hwan Park Myoung Hun                               | Park Mi Hyoun                                  |
| 第11話 | 如月         | 宮田由佳     | 高田淳   | 島崎雅男     | Lee Sang Jin Park Ga Young Yoo Seung Hee 野上慎也                                                | 高橋敦子                                       |
| 第12話 | 弥生         | 小鹿りえ     | 藤井俊郎 | 境橋渡       | 有泉洋子 Hong In Su Park Sang Ho 吉田肇 秋野きのこ                                               | 工藤裕加 加藤久美子 熊田明子                   |

### 放送局
| 放送期間                | 放送時間                     | 放送局         | 対象地域   | 備考                      |
| ----------------------- | ---------------------------- | -------------- | ---------- | ------------------------- |
| 2017年7月7日 - 9月29日  | 金曜 1:58 - 2:28（木曜深夜） | TBSテレビ      | 関東広域圏 | 製作局 / 字幕放送         |
| 2017年7月9日 - 10月1日  | 日曜 1:00 - 1:30（土曜深夜） | BS-TBS         | 日本全域   | BS放送                    |
| 2017年7月17日 - 10月2日 | 月曜 1:00 - 1:30（日曜深夜） | TBSチャンネル1 | 日本全域   | CS放送 / リピート放送あり |
| 2018年9月6日 - 11月22日 | 木曜 20:00 - 20:30           | AT-X           | 日本全域   | CS放送 / リピート放送あり |
| 2019年4月6日 - 6月22日  | 土曜 2:00 - 2:30（金曜深夜） | Dlife          | 日本全域   | BS放送                    |

### BD / DVD
Blu-ray、DVDともに1巻毎に2話収録、計6巻を発売する予定となっていたが、1巻毎に4話収録、計3巻を発売する旨の発表がTBSから出された。発表前と発表後の内容は下表のとおり。
| 巻 | 発売日         | 収録話          | 規格品番   | 規格品番   | 規格品番   |
| 巻 | 発売日         | 収録話          | BD限定版   | DVD限定版  | DVD通常版  |
| -- | -------------- | --------------- | ---------- | ---------- | ---------- |
| 1  | 2017年9月20日  | 第1話 - 第2話   | VPXY-71539 | VPBY-14623 | VPBY-14629 |
| 2  | 2017年10月25日 | 第3話 - 第4話   | VPXY-71540 | VPBY-14624 | VPBY-14630 |
| 3  | 2017年11月22日 | 第5話 - 第6話   | VPXY-71541 | VPBY-14625 | VPBY-14631 |
| 4  | 2017年12月20日 | 第7話 - 第8話   | VPXY-71542 | VPBY-14626 | VPBY-14632 |
| 5  | 2018年1月24日  | 第9話 - 第10話  | VPXY-71543 | VPBY-14627 | VPBY-14633 |
| 6  | 2018年2月21日  | 第11話 - 第12話 | VPXY-71544 | VPBY-14628 | VPBY-14634 |

| 巻 | 発売日         | 収録話         | 規格品番   | 規格品番   | 出典   |
| 巻 | 発売日         | 収録話         | BD限定版   | DVD限定版  | 出典   |
| -- | -------------- | -------------- | ---------- | ---------- | ------ |
| 1  | 2017年10月25日 | 第1話 - 第4話  | VPXY-71561 | VPBY-14657 | [ 9 ]  |
| 2  | 2017年12月20日 | 第5話 - 第8話  | VPXY-71562 | VPBY-14658 | [ 10 ] |
| 3  | 2018年2月21日  | 第9話 - 第12話 | VPXY-71563 | VPBY-14659 | [ 11 ] |

| TBSテレビ 金曜1:58（木曜深夜）枠 | TBSテレビ 金曜1:58（木曜深夜）枠 | TBSテレビ 金曜1:58（木曜深夜）枠 |
| 前番組                           | 番組名                           | 次番組                           |
| -------------------------------- | -------------------------------- | -------------------------------- |
| クロックワーク・プラネット       | コンビニカレシ                   | DYNAMIC CHORD                    |